# Ameni Qemau
Ameniqemau, auch Ameni Qemau, ist der Eigenname eines altägyptischen Königs (Pharaos) der frühen 13. Dynastie (Zweite Zwischenzeit).

## Belege
Bisher ist er nur durch seine Pyramide bekannt. Es gibt diverse Vorschläge, ihn mit Herrschern, die von anderen Monumenten bekannt sind, gleichzusetzen, so z. B. mit Se-hotep-ib-Re, der im Königspapyrus Turin erscheint und ein Jahr regiert haben soll.

## Grabmal
Im Jahr 1957 entdeckte Charles Arthur Musès in Dahschur-Süd die Überreste einer Pyramide aus der 13. Dynastie mit einer Basislänge von etwa 52 m. Während der Oberbau aufgrund von Steinraub weitgehend zerstört war, ist die Substruktur erhalten geblieben. Die Anordnung der Kammern ist typisch für die späte 12. Dynastie bzw. frühe 13. Dynastie. 
In den monolithischen Steinsarkophag war je ein Hohlraum für die Mumie und die Kanopen geschlagen. Der Sarkophag war aufgebrochen und enthielt lediglich einige unidentifizierbare Knochenreste. Auf der Suche nach Wertgegenständen hatten die Grabräuber die Kanopenkrüge zertrümmert zurückgelassen. Musès setzte sie wieder zusammen und fand auf ihnen den Namen des Pharaos: Ameni Qemau. Man kann davon ausgehen, dass der König in seiner Pyramide bestattet wurde, da entsprechende Spuren vorhanden waren. Musès Aufzeichnungen wurden jedoch aus seinem Haus in Kairo entwendet und der Fund erst später im Detail veröffentlicht.